# Yoyogi-Park

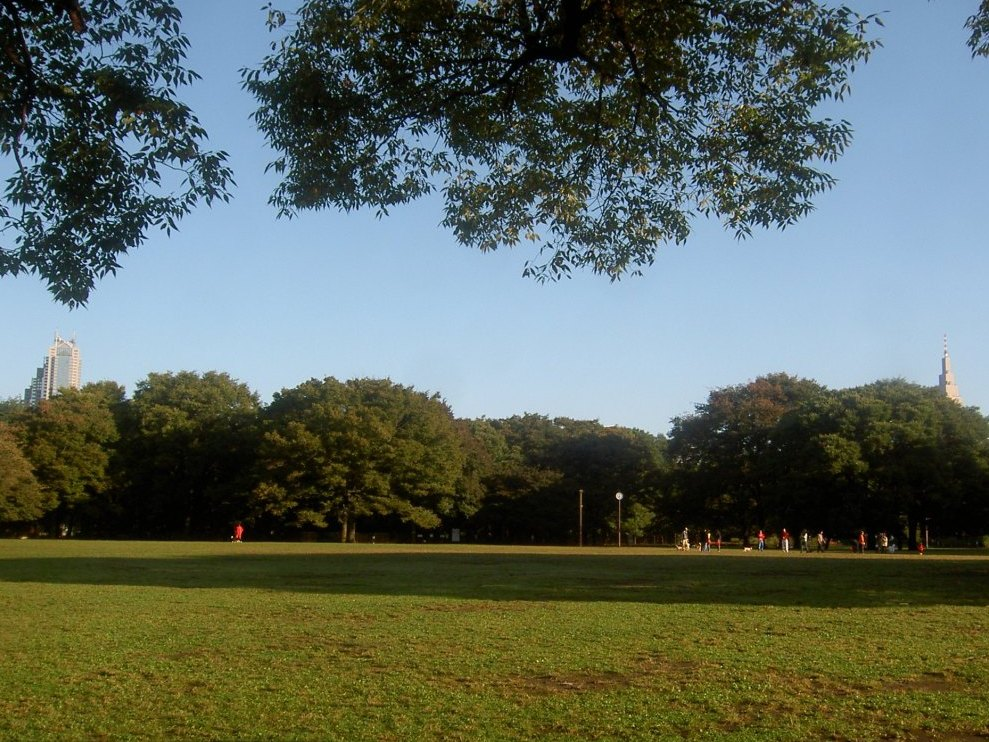
Yoyogi-Park

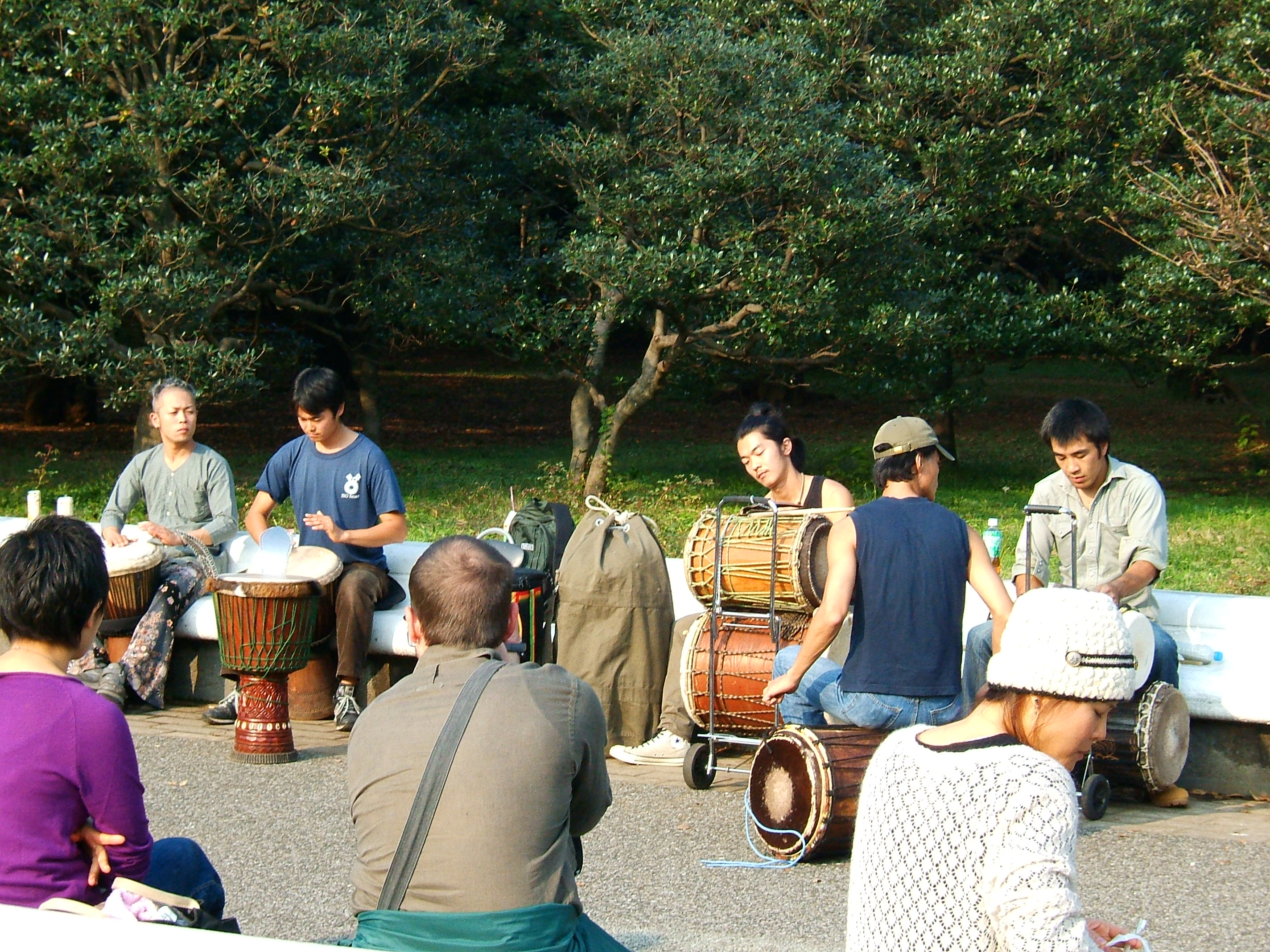
Trommler im Park

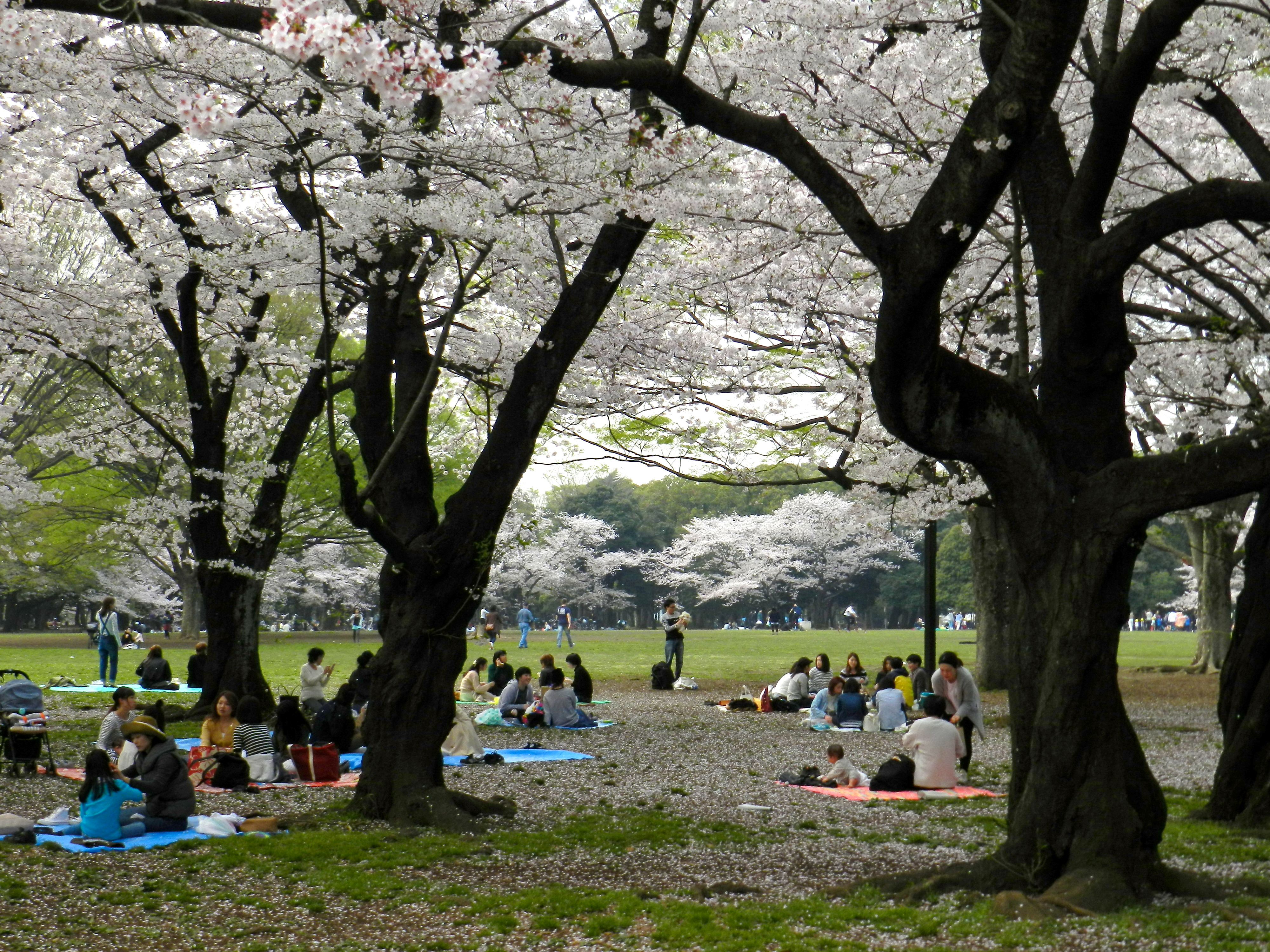

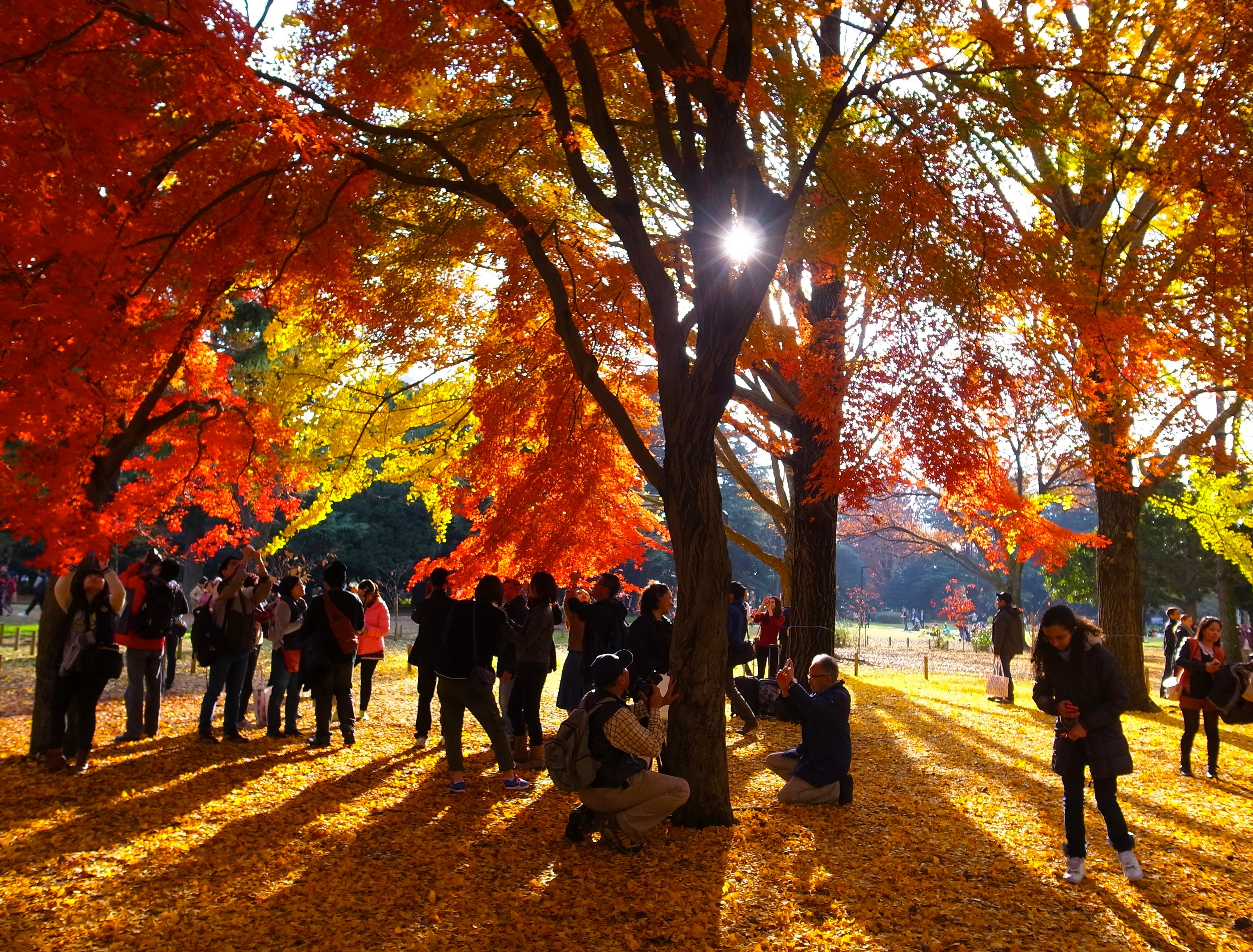

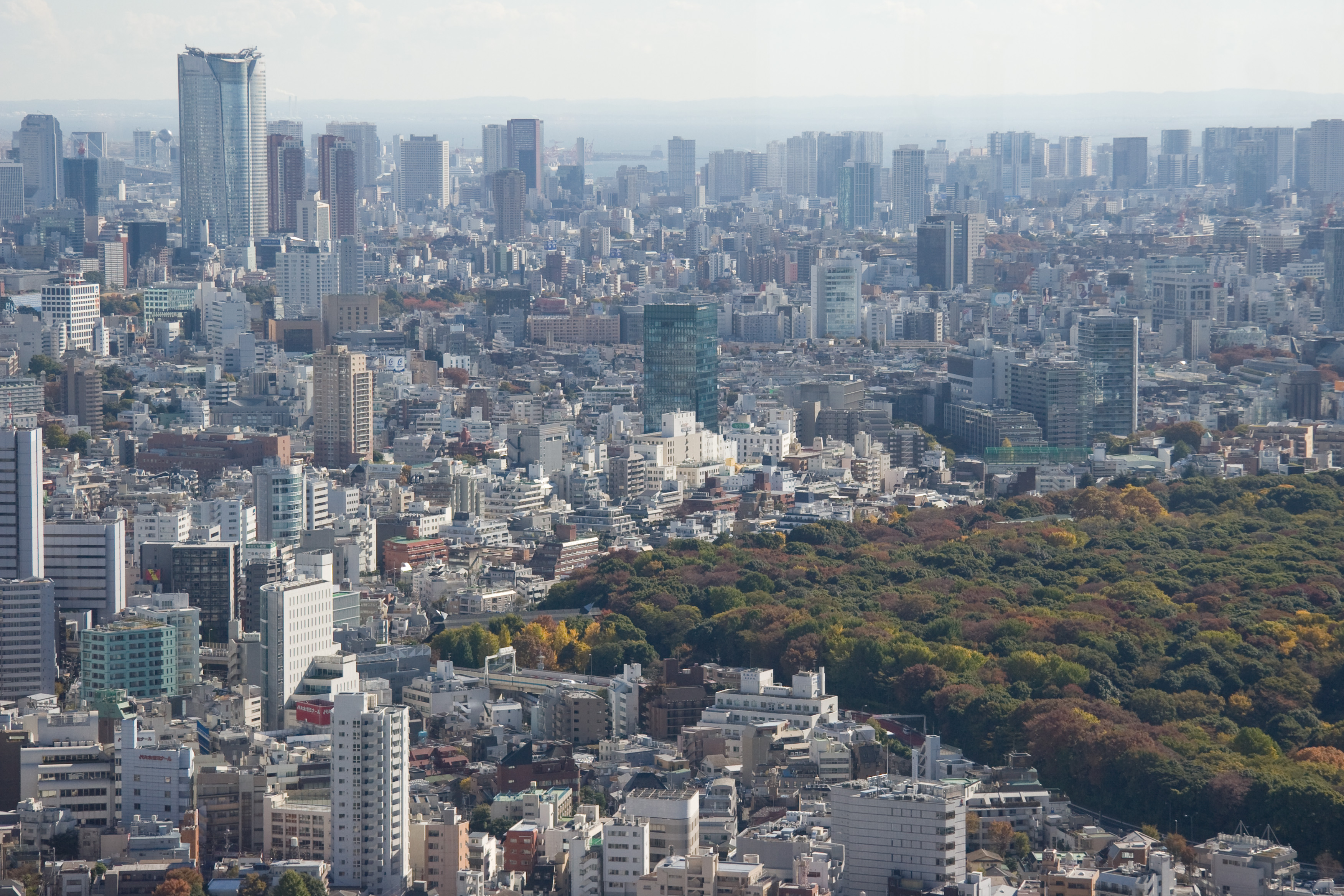

Der Yoyogi-Park (japanisch 代々木公園, Yoyogi-kōen) ist ein großer öffentlicher Park im Bezirk Shibuya in Tokio.

## Geschichte
Das Gebiet des Yoyogi-Parks ist Teil eines größeren Geländes, das in der Bakufu-Zeit zunächst im Besitz des Daimyō Katō Kiyomasa, dann als Nebengelände im Besitz des Ii-Klan war. Nach der Meiji-Restauration fiel es an den Staat, der es als Übungsgelände für das Militär nutzte. Der Nordostteil wurde dann für die Errichtung des Meiji-Schreins genutzt. Zwischen dem Meiji-Schrein und dem Yoyogi-Park befindet sich der „Alte Garten“ (旧御苑, Kyū-gyoen), den die Kaiserin geschätzt hat. Heute ist der Garten, dessen Bachtal von der „Kiyomasa-Quelle“ gespeist wird, öffentlich zugänglich und berühmt für seine Schwertlilien in allen Farbschattierungen.
Nach dem Zweiten Weltkrieg wurden am Rande des jetzigen Parks für die amerikanischen Besatzungstruppen als Wohnquartiere die „Washington Heights“ angelegt. Dann wurde das Gelände für die Olympischen Spiele 1964 genutzt, bis es schließlich ein öffentlicher Park wurde. Damals neu angelegt, weist der Park eine Vielzahl von Baumarten auf, die inzwischen bis über 30 m gewachsen sind. Darunter befinden sich auch Bäume, die Teilnehmerländer der Olympischen Spiele mitgebracht haben. 1990 wurden drei Fontänen (15–20 m) angelegt.
Ein Denkmal erinnert an den ersten Motorflug in Japan, der hier 1910 stattfand. Weitere Gedenksteine erinnern an die Olympischen Spiele, an die Feierlichkeiten 1915 für die im Jahr zuvor verstorbene Frau des Meiji-Tennō, Shōken-kōtaigō und an die 14 Mitglieder einer rechten Gruppe, die bei der Kapitulation 1945 gemeinsam Seppuku begingen.
Der Park war in den 1980er Jahren ein Treffpunkt für die „Bambussprössling-Sippe“ (竹の子族, take-no-ko zoku) und ist immer noch ein beliebter Treffpunkt für Musik- und Tanztruppen.

## Kenndaten
- Träger: Präfektur Tokio.
- Eröffnung: 20. Oktober 1967
- Fläche: 540.529,00 m², darunter 200.689 m² Rasenfläche
- Baumbestand: 10.400 Bäume 12.200 m² Buschland
- Vorherrschende Baumarten:, Sawara, Oleander, Keyaki, Himalaya-Zeder, Kinmokusei, Rhododendren, Ginkgo, Kirsche (Somei Yoshino), Enju, Kiefer, Eiche.[Anm 1]

- Anlagen: Olympisches Dorf und verschiedene Sportanlagen von Kenzō Tange, im südlichen Bereich zusammengefasst, darunter die Yoyogi-Mehrzweckhalle
- Zugang: JR Harajuku, Chiyoda-Linie Yoyogikōen